# مري بتاح (كاهن آمون الأكبر)
مري بتاح كان كاهنًا أكبر للإله آمون خلال عهد الملك أمنحتب الثالث. ذُكر اسمه في تمثال يربطه مع الكهنة عانن وأمنمحات وسا موت، الذين كانوا كهنة من الدرجات الثانية والثالثة والرابعة على الترتيب. يشير الباحث سيريل ألدريد إلى أن مري بتاح خلف الكاهن بتاح مس في منصب الكاهن الأكبر واستمر في خدمته حتى نهاية حكم أمنحتب الثالث، وهي الفترة التي ربما بدأت من العام العشرين لحكم الملك.
دُفن مري بتاح في الأقصر (بمنطقة الشيخ عبد القرنة)، وتم اكتشاف بعض مقتنياته الجنائزية في حفرة تم التنقيب عنها في أوائل القرن التاسع عشر. من بين تلك المقتنيات:
- تمثال لمري بتاح وهو في وضع الركوع يغني ترنيمة تمجيد للإله رع.[1]
- يحتفظ معهد الدراسات الشرقية في جامعة شيكاغو بتمثال لمري بتاح.[2]
- متحف المتروبوليتان يمتلك ثلاث طوبات من الطوب المختوم بالطين المنقوش عليها لقب "الخادم الأول للإله آمون مري بتاح".[3]
- وعاء كحل خشبي مصقول يعود لمري بتاح، يظهر فيه تمثال فتاة تحمل قدراً كبيرًا.[4]